# 이천초등학교 축구부
이천초등학교 축구단(Icheon Elementary School Football Club)은 대한민국 경기도 이천시에 있었던 축구 선수단이다. 이천초등학교가 운영했던 U-12 축구 선수단이며, 2016년에 해단되었다.

## 시즌별 성적
| 시즌 | 대회                        | 참가팀 | 경기 | 승 | 무 | 패 | 득 | 실 | 차 | 승점 | 순위 |
| ---- | --------------------------- | ------ | ---- | -- | -- | -- | -- | -- | -- | ---- | ---- |
| 2000 | 금석배 전국초등학생축구대회 | 58     | 1    | 0  | 0  | 1  | 0  | 1  | -1 |      | 64강 |

## 참고 문헌
- “KFA 통합경기정보 시스템”. 대한축구협회.

## 같이 보기
- 이천초등학교
- 이천초등학교 여자축구단